# A klubház (South Park)
A klubház (Clubhouses) a South Park című rajzfilmsorozat 25. része (a 2. évad 12. epizódja). Elsőként 1998. szeptember 23-án sugározták az Egyesült Államokban a Comedy Central műsorán, Magyarországon 2001. április 21-én az HBO mutatta be.
Az epizódban Stan és Kyle egy klubházat építenek, hogy így kerüljenek közel Wendyhez és Bebéhez. Ezalatt Sharon és Randy elválnak.

## Cselekmény
A fiúk "bosnyák háborúsat" játszanak az iskolaudvaron, de Cartman egyfolytában csal, ezért abbahagyják. Stan és Kyle találkoznak Wendyvel, aki azt javasolja Stannek, hogy építsenek egy klubházat, ahol "mersz vagy nyelsz"-t játszhatnak egymással és Bebével, aki időközben beleszeretett Kyle-ba. 
Stan az apja, Randy segítségét kéri a ház megépítéséhez, aki éppen a Terrance és Phillip Show-t nézni. Sharon, aki a gyűrűjét akarja kiszedetni Randyvel a mosogatóból, azt hiszi, hogy a fia nézi ezt, ezért átkapcsolja egy másik, szerinte értelmesebb műsorra, ami a Zsírfeka, de az legalább ugyanannyira obszcén. Közben Randy keresi a gyűrűt, de nem találja meg, amin összevesznek. Miután Randy azt mondja a nejének, hogy "pofa be, te kurva", Sharon durvának találja, hogy azt mondta neki, hogy "pofa be". 
Az iskolában Bebe egy cetlit akar eljuttatni Kyle-nak, amin az áll, hogy "elképesztően cuki a segge", de Mr. Garrison rajtakapja őket, ezért Stannek kell felolvasnia azt, amiről mindenki azt hiszi, hogy ő írta. Emiatt berendelik Stant Mr. Mackey-hez és behívatják a szüleit is. amiből azonban hamar párterápia lesz – úgy összevesznek, hogy úgy döntenek végül, hogy elválnak. 
Mikor Cartman megtudja, hogy Stanék faházat építenek, Kenny segítségével ő is megalkotja a saját faházát, „Ewok Falu 2000” néven. Természetesen Kenny végzi az összes munkát, amíg Cartman tévét néz. Cartmanék klubháza készül el elsőként, majd meghívnak két otthonról elszökött tizenhat éves lányt, de ők a „mersz vagy nyelsz” helyett bulit rendeznek. Időközben Stan és Kyle is befejezi az építkezést, majd áthívják Wendyt és Bebét. Kyle – Séf bácsi tanácsa ellenére – a „mersz”-t választja, ezért meg kell csókolnia Bebét. Kyle végül ezt megteszi, de ezután undorodva otthagyja őket. Bebe szakít Kyle-lal (aki nem tudta, hogy tulajdonképpen járnak) és összejön Clyde-dal. 
Sharon bemutatja Stannek Royt, a fiú új mostohaapját, aki egyből be is költözik hozzájuk. Roy megértőnek tűnik, de könnyen elveszti a türelmét és házimunkára kényszeríti Stant. Ezalatt Randy is élvezi az új életet; sportkocsival jár, elhanyagolja a gyerekeit és még Cartman buliján is feltűnik. 
Miután a Zsírfekából megtudja, hogyan kell bánni a mostohaszülőkkel, Stan csellel ráveszi szüleit, hogy találkozzanak a klubházában, ahol azok felidézik régi élményeiket a „mersz vagy nyelsz”-ről és végül kibékülnek egymással – miközben Roy egyenesen belesétál egy Stan által kihelyezett csapdába.
Ezután végre Stan is sorra kerül a játékban, de pechére a lányok a Wendyvel való csókolózás helyett azt találják ki, hogy dugjon fel egy ágacskát a péniszébe.

## Kenny halála
- Kennyt Cartman klubházában halálra tiporják pogózás közben, miközben a Dr. Know "Piece of Meat" című dala szól. Ez az egyetlen epizód, melyben Cartman szájából hangzik el a visszatérő mondat: „Kicsinálták Kennyt!”. A klubház előtt elhaladó Kyle pedig felkiált: „Szemetek!”.

## Kulturális utalások, kontextus
- A fiúk "bosnyák háborúsat" játszanak, melyben az amerikaiak harcolnak a bosnyákok ellen. Történelmileg ez pontatlan, ugyanis az Egyesült Államok a boszniai szerbekkel harcolt, ileltve csempészett be fegyvereket. Ugyanebben a játékban Cartman azt állítja, hogy "négycsillagos védőpajzsa" (Class 4) van, amely egy utalás a Dungeons & Dragons szerepjátékra.
- A "Zsírfeka" című rajzfilm a "Dagi Albert" paródiája, amely egy 1972 és 1985 között futott amerikai rajzfilmsorozat volt, és amelyet Bill Cosby alkotott meg. A karakter bizonyos manírokat is lemásolt, mint például a "hé, hé" beköszönés. Az eredeti sorozat egyáltalán nem vulgáris, hanem jellemzően az afroamerikai fiatalok problémáinak megoldásáról szólt. Az epizód végi bejátszóban maga Cosby is megjelenik egy vödör festékkel a kezében, és azt mondja, hogy "majd találkozunk a puding mellett, gyík". Ez egy utalás arra, hogy Bill Cosby korábban a Jell-O puding reklámarca volt.
- Mr. Garrison az eredeti változatban történelemóra címén a "Szerelemhajó" című sorozat nézettségét tanítja a gyerekeknek. A magyar változatban a "Vad angyal" és az "Esmeralda" című sorozatokról beszél.
- Az egyik lány DVDA feliratú pólót visel, amely utalás Trey Parker és Matt Stone együttesének nevére.
- Ebben az epizódban válik el először Sharon és Randy. Az "Öregszünk" című részben szintén a különválás mellett döntenek. Stan szülei ebben a részben kapnak először főszerepet.